# Free to Be Me
Free to Be Me è il secondo singolo della cantante di musica cristiana contemporanea statunitense Francesca Battistelli, pubblicato nel gennaio 2009 dall'etichetta discografica Fervent Records. Il brano è incluso nel secondo album dell'artista, intitolato My Paper Heart.
Ha raggiunto la vetta della classifica di musica cristiana statunitense.

## Classifiche
| Classifica (2008)                  | Posizione massima |
| ---------------------------------- | ----------------- |
| U.S. Billboard Hot Christian Songs | 1                 |